# Castrillo Mota de Judíos
Castrillo Mota de Judíos (hasta 2015, Castrillo Matajudíos) es una localidad y un municipio español de la provincia de Burgos, en la comunidad autónoma de Castilla y León. Se enmarca en la comarca de Odra-Pisuerga y el partido judicial de Burgos.
En 2015, en la aprobación por la Unesco de la ampliación del Camino de Santiago en España a «Caminos de Santiago de Compostela: Camino francés y Caminos del Norte de España», España envió como documentación un «Inventario Retrospectivo - Elementos Asociados» (Retrospective Inventory - Associated Components) en el que en el n.º 1203 figura la localidad de Castrillo Mota de Judíos, con un ámbito de elementos asociados.

## Geografía
En la margen derecha del río Odra junto a Castrojeriz, carretera autonómica BU-400 Tabanera, Villaveta e Itero del Castillo, carretera autonómica BU-403.

## Toponimia
Hay discrepancias sobre el origen del topónimo.
Según algunos, Mota de Judíos es un topónimo compuesto por meta o mota (que quiere decir 'colina') y judíos. Es el lugar donde estuvo situada la aljama judía. Esta zona fue muy favorable durante la Edad Media para la población judía. Allí tuvieron muchos establecimientos de negocios con vistas a la ruta del Camino de Santiago. Además fueron siempre tratados con respeto por los habitantes cristianos. El conde García Fernández de Castilla les otorgó una carta puebla en el año 974 en que se les daba los mismos derechos que a los cristianos. En algún momento, el nombre del antiguo reducto judío, «Mota de Judíos», pasó a ser «Matajudíos».
Anun Barriuso y José Manuel Laureiro sostienen otra teoría, según la cual el origen del nombre es una matanza de judíos (pogromo), a quienes se les acusaba de cobro abusivo en los empréstitos, es decir, la usura, dando lugar a un asalto del palacio real y a la muerte de cuatro oficiales del rey y de sesenta varones judíos, así como a la destrucción de casi la totalidad de la próspera judería de Castrojeriz. Esta teoría está bastante cuestionada, ya que justamente en Castojeriz es donde se otorga la Carta Puebla de 974, ejemplo en toda la legislación medieval, en que se equiparan por primera vez los derechos de cristianos y judíos.
Otra explicación defiende que "mata" se refiere a la acepción de "Porción de terreno poblado de árboles de la misma especie", como defendió Julio Llamazares en el diario El País. En este sentido, "Matajudíos" haría referencia a una arboleda que, en su día, fue poblada por judíos.
Debido a varias acusaciones de antisemitismo provocadas por la corrupción del topónimo, el 25 de mayo de 2014 se sometió a referéndum la posibilidad de cambiar el nombre, con un resultado de 29 votos a favor por 19 en contra, Castrillo Matajudíos inició el proceso para pasar a denominarse oficialmente Castrillo Mota de Judíos el 3 de junio de 2014. El nuevo nombre fue oficial a partir del 22 de junio de 2015.

## Demografía
Castrillo Mota de Judíos cuenta con una población de 52 habitantes (INE 2024).
| Gráfica de evolución demográfica de Castrillo Matajudíos entre 1842 y 2021                                            |
| |
| Población de derecho según los censos de población del INE. Población de hecho según los censos de población del INE. |

## Personas destacadas
En este pueblo nació el músico organista de Felipe II de España, Antonio de Cabezón, y se conserva su casa natal, con una placa que recuerda el acontecimiento.

## Parque eólico
Parque eólico de potencia unitaria, denominado Valdehierro y ubicado en los términos municipales de Castrillo Mota de Judíos y Castrojeriz. Promovido por la sociedad Parque Eólico Valdehierro S.L., tuvo solicitada una potencia total de 49 950 kW, con 30 aerogeneradores de 1665 kW, formado por dos grupos: uno al oeste de la población de Castrojeriz con 17 aerogeneradores, y otro grupo con 13 máquinas, al noroeste de la población.
El promotor renuncia a la colocación de 21 aerogeneradores, quedando por lo tanto el parque compuesto por 9 aerogeneradores de 1600 kW, ubicados en un promontorio al noreste de la población de Castrojeriz. El motivo de esta renuncia radica en la afección producida por el resto de los aerogeneradores sobre el Camino de Santiago, declarado Bien de Interés Cultural, de acuerdo con lo avenido por la Dirección General de Patrimonio y Bienes Culturales.
La ubicación propuesta coincide con los cotos privados de caza BU-10.019, de Villasilos, BU-10.023, de Castrojeriz y BU-10.239 de Castrillo Mota de Judíos.

## Pueblo hermanado
- Kfar Vradim  Israel